# 圣里基耶
圣里基耶（法語：Saint-Riquier，法語發音：[sɛ̃ ʁikje]）是法国上法蘭西大區索姆省的一个市镇，属于阿布维尔区。

## 地理
圣里基耶（50°7'59"N, 1°56'49"E）面积14.48 平方千米，位于法国上法蘭西大區索姆省，该省份为法国北部沿海省份，北起加来海峡省和北部省，西接滨海塞纳省和大西洋英吉利海峡，南至瓦兹省，东临埃纳省。
与圣里基耶接壤的市镇（或旧市镇、城区）包括：贝朗库尔、比尼拉贝、加佩讷、米朗库尔昂蓬蒂厄、讷夫穆兰、奥讷、沃谢勒莱凯努瓦。
圣里基耶的时区为UTC+01:00、UTC+02:00（夏令时）。

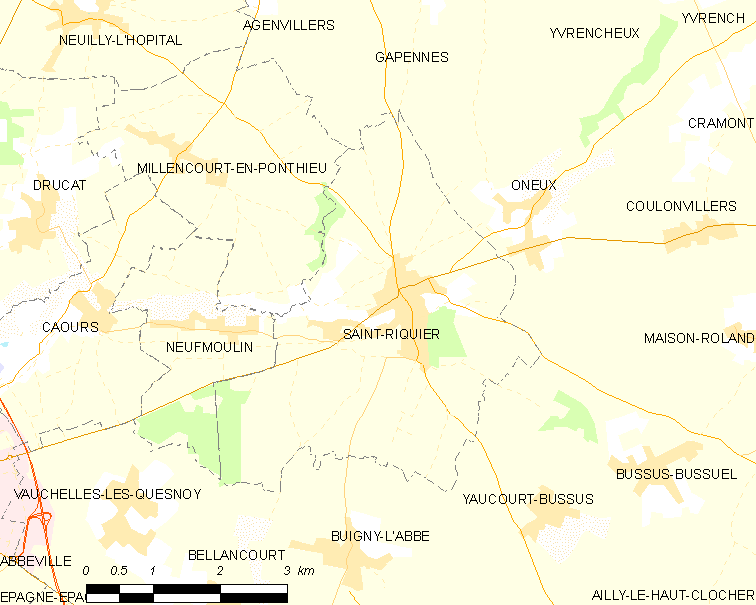
圣里基耶的OSM定位图

## 行政
圣里基耶的邮政编码为80135，INSEE市镇编码为80716。

## 政治
圣里基耶所属的省级选区为吕镇县。

## 人口

1962-2008年间圣里基耶人口变化图示

圣里基耶于2022年1月1日时的人口数量为1268人。